# 米爾巴萊
米尔巴莱（法語：Mirebalais，發音：[miʁbalɛ]）是海地中央省米尔巴莱区的市镇，也是该区首府，总面积330.87平方千米，2015年人口97755。